# Lyefjell
Lyefjell is een plaats in de Noorse gemeente Time, provincie Rogaland. Lyefjell telt 2186 inwoners (2007) en heeft een oppervlakte van 0,77 km².